# Klimabevægelsen
Klimabevægelsen i Danmark er en landsdækkende, folkelig miljøorganisation, der arbejder for at fremme en ambitiøs og retfærdig klimapolitik i Danmark. Foreningen blev stiftet i 2008 i forbindelse med forberedelserne til FN’s klimakonference COP15 i København. Siden da har bevægelsen udviklet sig fra en mindre frivilliggruppe til en organiseret aktør med sekretariat, lokalgrupper og medlemsbaser over hele landet.
Klimabevægelsen er tværpolitisk og lægger vægt på at arbejde ud fra et videnskabeligt grundlag. Det vil især sige rapporterne fra FN's Klimapanel (IPCC). 

## Aktiviteter
Klimabevægelsen arbejder for at stoppe brugen af fossile brændstoffer og fremme en fremtid baseret på vedvarende energi som sol og vind. Organisationen fokuserer på at engagere borgere og lægge pres på beslutningstagere gennem kampagner, demonstrationer og juridiske initiativer.
Blandt deres centrale aktiviteter er:
- Kampagner mod biomasse: Klimabevægelsen arbejder for at stoppe afbrænding af træ til energi, da det udleder CO₂ på niveau med kul, men ofte ikke tælles med i klimaregnskabet[6].
- Klimaretssager: Organisationen har ført Danmarks første klimaretssager, herunder en sag mod Lynetteholm-projektet[7] og en greenwashing-sag mod Danish Crown[8].
- Politisk mobilisering: Ved valg til kommuner, Folketinget og Europa-Parlamentet organiserer Klimabevægelsen kampagner for at fremme grøn politik og mobilisere vælgere[9].
- Borgerinddragelse: Gennem kurser i høringssvar og folkeoplysning styrker foreningen borgernes mulighed for at deltage i den demokratiske proces og påvirke klimapolitikken[10].
- Understøttelse af græsrødder: Klimabevægelsen understøtter sine medlems- og kampagnegrupper ved at tilbyde juridisk, økonomisk og organisatorisk hjælp, så grupperne kan fokusere på aktivisme og kampagner[11].

## Medlemsgrupper og samarbejde
Klimabevægelsen fungerer som en paraplyorganisation for flere medlemsgrupper, der hver især arbejder med specifikke målgrupper eller fokusområder inden for klimakampen. Disse grupper er selvstændige, men får støtte fra Klimabevægelsen til juridiske og økonomiske forhold.
- Den Grønne Ungdomsbevægelse: En ungdomsbevægelse startet af studerende i 2018, der fokuserer på at engagere unge i klimakampen[12].
- Bedsteforældrenes Klimaaktion: En gruppe ældre borgere, der arbejder for at sikre en bæredygtig fremtid for kommende generationer[13].
- Folkets Klimamarch: En årlig demonstration, der samler tusindvis af borgere for at kræve handling mod klimaforandringer[14].
- AnsvarligFremtid: En gruppe, der arbejder for at flytte investeringer fra fossile brændstoffer til vedvarende energi gennem oplysning og kampagner[15].
- Fridays For Future Danmark: Den danske gren af den internationale ungdomsbevægelse, der organiserer klimastrejker og aktioner for at presse beslutningstagere til at handle på klimakrisen[16].
- Fossilfri Fremtid: En kampagnegruppe, der fokuserer på at stoppe investeringer i og brugen af fossile brændstoffer i Danmark[17].
- Klimapåmindelsen: En gruppe, der arbejder for at holde klimakrisen på den politiske dagsorden gennem regelmæssige påmindelser og aktioner[18].

Derudover har Klimabevægelsen flere lokalgrupper rundt om i landet, herunder i Rudersdal, Helsingør, Furesø, Allerød og Lejre, som arbejder med lokale klimainitiativer og kampagner.

## Organisation
Klimabevægelsen i Danmark koordineres af en bestyrelse med elleve medlemmer, der vælges på bevægelsens årlige landsmøder:
- 1 forperson
- 8 menige bestyrelsesmedlemmer (hvoraf halvdelen vælges direkte fra Klimabevægelsens medlems- og kampagnegrupper).
- 2 suppleanter

Klimabevægelsen består af frivillige, som driver kampagner indenfor områder som de finder vigtigst, fx protester mod ny fossil infrastruktur eller udbredelse af idéer som klimabidrag og bonus. Mange deltager i medlems- og kampagnegrupper, som gennemfører aktioner og andet påvirkningsarbejde.
Klimabevægelsen i Danmark er officielt medlem af den internationale klimabevægelse 350.org og fungerer som dennes danske repræsentant. Desuden deltager Klimabevægelsen i det danske NGO-miljønetværk 92-gruppen.
Klimabevægelsen opbyggede i 2020 et fungerende sekretariat, hvilket betyder at den daglige drift i dag varetages af sekretariatschefen, samt både betalte og frivillige sekretariatsmedarbejdere.